# Serguéi Kruglov (poeta)
Serguéi Guennádiyevich Kruglóv (en Ruso: Серге́й Генна́дьевич Кругло́в; nacido 26 de julio de 1966) es un poeta y sacerdote ruso.
Nacé en Krasnoyarsk y estudió periodismo en la Universidad Siberiana Federal (UFS) pero salió sin graduarse. Trabajó en la revista Blast' Trugu (ruso: Власть труду; El poder a los obradores) y ha publicado poesía desde 1993. En 1996 se bautizó ortodoxo y se ordenó sacerdote tres años después. Sirve en la Catedral de Spassky en Minusinsk. En 2002 una selección de su poesía, antologiada previamente en la colección Literatura Provincial (2001), fue candidata al shortlist del premio Andrei Bely. En 2008 ganó el mismo para sus libros El espejo (Зеркальце, 2007) y El mecanógrafo (Переписчик, 2008). 

## Libros publicados
- El descendimiento del serpiente (Снятие Змия со креста, 2003)
- El espejo (Зеркальце, 2007)
- La ofrenda (Приношение, 2008)
- El mecanógrafo (Переписчик, 2008)

## Crítica
- Galina Ermoshina, Poder a la oscuridad, una reseña en el Diario ruso, 13 de noviembre de 2002. (en ruso)
- Dmitry Kuzmin, Fuego subterráneo, una reseña de Deposition descendimiento del serpiente en la Revista literaria nueva, 2003. (en ruso)
- Elena Fanailova, Descendimiento del serpiente, una reseña en Masa crítica, número 2, 2004. (en ruso)
- Boris Dubin, Por celulosa y saliva, un análisis del estilo de Kruglov en la Revista literaria nueva, 2007. (en ruso)